# Colombia Open

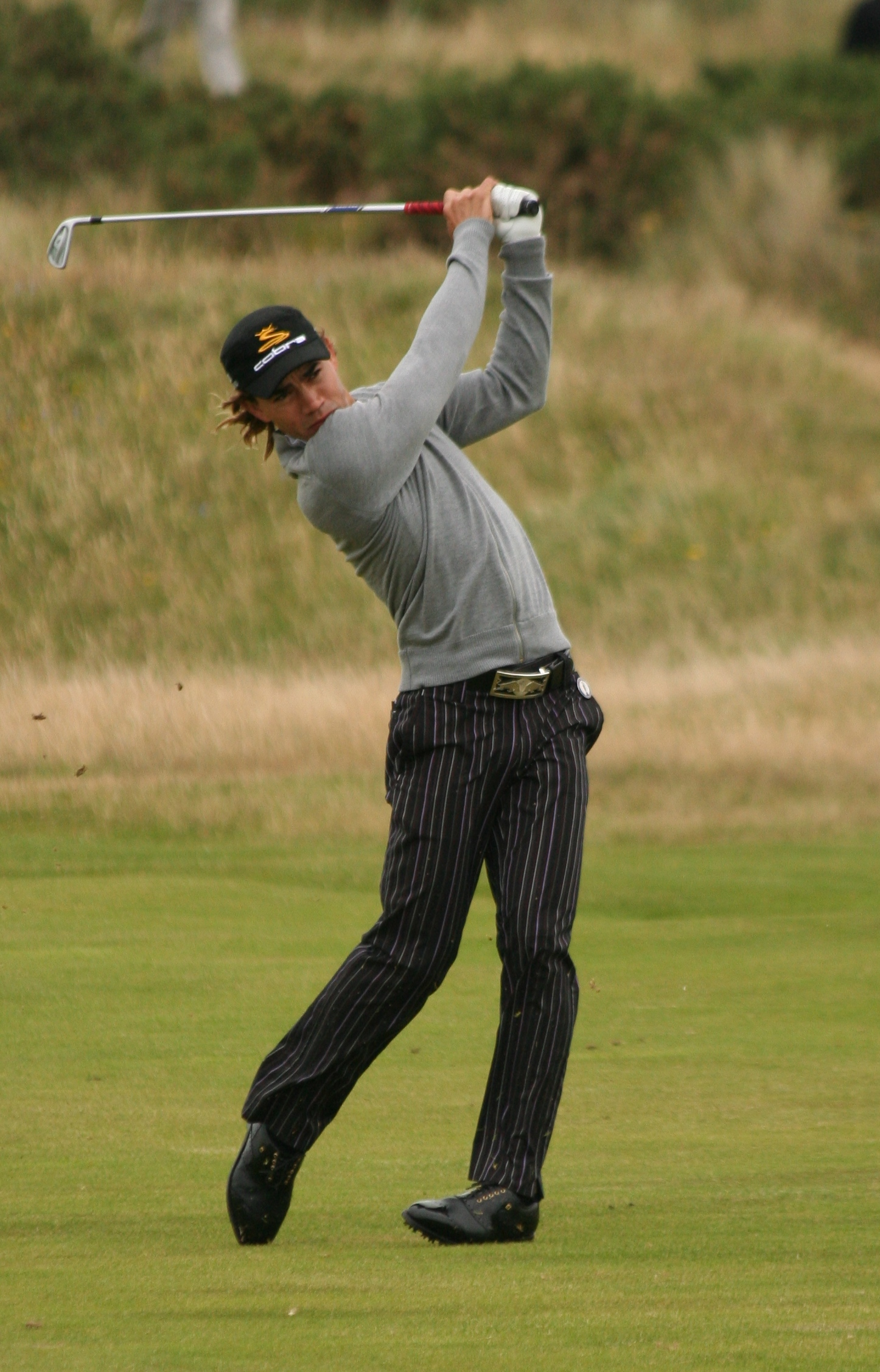
Camillo Villegas, winnaar 2001

Het Colombia Open is een golftoernooi van de Colombiaanse PGA Tour, maar heeft ook enkele jaren deel uitgemaakt van de Tour de las Americas. 
De eerste editie was in 1945. Deze vond plaats op de oudste golfbaan van Colombia. De golfbaan werd in 1917 aangelegd en maakt deel uit van de Country Club de Bogotá. Onder de winnaars bevinden zich enkele beroemde namen zoals Bernhard Langer in 1980, Arnold Palmer in 1956 en Sam Torrance in 1979. Voor Arnold Palmer was het de eerste overwinning sinds hij professional werd. 
Het toernooi werd tweemaal door een amateur gewonnen. Diego Correa was in 1972 de eerste amateur die het toernooi won. Camilo Villegas was vier keer de beste amateur voordat hij het toernooi als amateur in 2001 won. Zijn jongere broer Manny Villegas was in 2008 net professional geworden toen hij het toernooi als rookie won.
Meervoudige winnaars
- Rogelio González: 1967, 1968, 1969, 1976, 1984
- Raúl Posse: 1946, 1950, 1951
- Jesús Amaya: 1993, 2004, 2005
- Pedro Valdi: 1947, 1948
- Miguel J. Sala: 1953, 1962
- Luis Alfredo Puerto: 1985, 1989
- Gustavo Mendoza: 1997, 2002

## Winnaars
| Jaar | Baan                          | Winnaar                 | Score         | Score         | Info                                   |
| ---- | ----------------------------- | ----------------------- | ------------- | ------------- | -------------------------------------- |
| 1945 | Country Club de Bogotá        | Guillermo Felice        | 397           |               |                                        |
| 1946 | Club Campestre de Cali        | Raúl Posse              | 284           |               |                                        |
| 1947 | Country Club de Bogotá        | Pedro Valdi             | 282           |               |                                        |
| 1948 | Country Club de Bogotá        | Pedro Valdi             | 275           |               |                                        |
| 1949 | San Andrés                    | Alberto Serra           | 301           |               |                                        |
| 1950 | Country Club de Barranquilla  | Raúl Posse              | 296           |               |                                        |
| 1951 | Club Campestre de Cali        | Raúl Posse              | 286           |               |                                        |
| 1952 | Country Club de Bogotá        | Al Besselink            | 281           |               |                                        |
| 1953 | Country Club de Bogotá        | Miguel J. Sala          | 287           |               |                                        |
| 1954 | Los Lagartos                  | Pablo Molina            | 286           |               |                                        |
| 1955 | Los Lagartos                  | Esteban Sorolla         | 284           |               |                                        |
| 1956 | Club Campestre de Cali        | Arnold Palmer           | 280           |               |                                        |
| 1957 | San Andrés                    | Doug Sanders            | 269           |               |                                        |
| 1958 | Country Club de Bogotá        | Leopoldo Ruiz           | 287           |               |                                        |
| 1959 | Club Campestre de Cali        | Pete Cooper             | 283           |               |                                        |
| 1960 | Club Campestre de Cali        | Bob Watson              | 285           |               |                                        |
| 1961 | El Rodeo                      | Roberto De Vicenzo      | 277           |               |                                        |
| 1962 | El Rodeo                      | Miguel J. Sala          | 280           |               |                                        |
| 1963 | Country Club de Barranquilla  | Chi-Chi Rodriguez       | 287           |               |                                        |
| 1964 | niet gespeeld                 | niet gespeeld           | niet gespeeld | niet gespeeld | niet gespeeld                          |
| 1965 | niet gespeeld                 | niet gespeeld           | niet gespeeld | niet gespeeld | niet gespeeld                          |
| 1966 | Country Club de Barranquilla  | Pedro P. García         | 295           |               |                                        |
| 1967 | Country Club de Bogotá        | Rogelio González        | 285           |               |                                        |
| 1968 | Club Campestre de Cali        | Rogelio González        | 283           |               |                                        |
| 1969 | San Andrés                    | Rogelio González        | 281           |               |                                        |
| 1970 | Club Campestre de Cali        | Alberto Rivadeneira     | 288           |               |                                        |
| 1971 | Country Club de Bogotá        | Bert Greene             | 274           |               |                                        |
| 1972 | El Rodeo                      | Diego Correa (Am)       | 281           |               |                                        |
| 1973 | Carmel Club                   | Alfonso Bohórquez       | 274           |               |                                        |
| 1974 | Club Campestre de Pereira     | Heraclio Valenzuela     | 279           |               |                                        |
| 1975 | Lagos de Cuajaral             | Peter Butler            | 291           | +3            |                                        |
| 1976 | Los Lagartos                  | Rogelio González        | 283           | -5            |                                        |
| 1977 | El Rodeo Macarena             | Phil Hancock            | 272           | -16           |                                        |
| 1978 | Los Arrayanes                 | Alberto Rivadeneira     | 275           | -13           |                                        |
| 1979 | Club Campestre de Cali        | Sam Torrance            | 273           | -11           |                                        |
| 1980 | Country Club de Bogotá        | Bernhard Langer         | 279           | -9            |                                        |
| 1981 | Los Lagartos                  | Jerry Pate              | 262           | -26           |                                        |
| 1982 | niet gespeeld                 | niet gespeeld           | niet gespeeld | niet gespeeld | niet gespeeld                          |
| 1983 | Los Lagartos                  | Víctor Blanco           | 205           | -11           |                                        |
| 1984 | Club Farallones               | Rogelio González        | 290           | -2            |                                        |
| 1985 | Carmel Club                   | Luis Alfredo Puerto     | 277           | -3            |                                        |
| 1986 | Club Campestre de Bucaramanga | Rigoberto Velásquez     | 284           | -4            |                                        |
| 1987 | San Andrés                    | José Lisandro Gómez     | 286           | -2            |                                        |
| 1988 | Club Campestre de Cali        | Liborio Zapata          | 285           | +1            |                                        |
| 1989 | El Rincón de Cajicá           | Luis Alfredo Puerto po  | 288           | par           |                                        |
| 1990 | Country Club de Barranquilla  | Miguel Tola             | 285           | -3            |                                        |
| 1991 | Condominio Campestre El Peñón | Roy Mackenzie           | 290           | +2            |                                        |
| 1992 | Country Club de Bogotá        | Armando Saavedra        | 276           | -12           |                                        |
| 1993 | El Rodeo                      | Jesús Amaya             | 276           | -12           |                                        |
| 1994 | La Sabana                     | Ángel Romero            | 276           | -8            |                                        |
| 1995 | Club Campestre de Cali        | José Lisandro Gómez     | 287           | +3            |                                        |
| 1996 | San Andrés                    | Arden Knoll po          | 272           | -16           |                                        |
| 1997 | Club Campestre de Bucaramanga | Gustavo Mendoza         | 262           | -26           |                                        |
| 1998 | Hato Grande                   | Miguel Guzmán           | 271           | -17           |                                        |
| 1999 | Club Farallones               | Rigoberto Velásquez     | 286           | -2            |                                        |
| 2000 | Country Club de Bogotá        | Rafael Romero           | 279           | -9            |                                        |
| 2001 | Club Campestre de Pereira     | Camilo Villegas (Am)    | 270           | -14           | Villegas werd pas in 2004 professional |
| 2002 | Club Campestre de Guaymaral   | Gustavo Mendoza po      | 275           | -13           | play-off gewonnen van Jesús Amaya      |
| 2003 | Pueblo Viejo Country Club     | Mario Julián Hurtado    | 277           | -11           |                                        |
| 2004 | Lagos de Caujaral             | Jesús Amaya             | 203           | -6            |                                        |
| 2005 | Club Campestre de Guaymaral   | Jesús Amaya             | 282           | -6            |                                        |
| 2006 | Club Campestre de Cali        | Manuel José Merizalde   | 280           | -4            |                                        |
| 2007 | El Rincón de Cajicá           | Diego Vanegas po        | 292           | +4            | play-off gewonnen van José Garrido     |
| 2008 | Los Lagartos                  | Manuel Villegas         | 272           | -8            |                                        |
| 2009 | Country Club de Barranquilla  | Daniel Barbetti         | 279           | -9            |                                        |
| 2010 | Club Campestre de Guaymaral   | Julián Etulain          | 267           | -21           |                                        |
| 2011 | Club Campestre de Cali        | Alvaro José Arizabaleta | 275           | -9            |                                        |
| 2012 | El Rincón de Cajicá           | Matías O'Curry          | 279           | -9            |                                        |
| 2013 | Club Campestre de Pereira     | Timothy O'Neal          | 268           | -16           |                                        |